# ميخائيل راي (موسيقي)
ميخائيل راي (بالإنجليزية: Michael Ray)‏ هو موسيقي أمريكي، ولد في 4 أبريل 1960 في Woodhaven, Queens ‏ في الولايات المتحدة.